# Corinna granadensis
Corinna granadensis är en spindelart som först beskrevs av Ludwig Carl Christian Koch 1866.  Corinna granadensis ingår i släktet Corinna och familjen flinkspindlar.
Artens utbredningsområde är Colombia. Inga underarter finns listade i Catalogue of Life.